# ドレイク (ラッパー)
ドレイク（Drake、1986年10月24日 - ）は、カナダ出身の男性ラッパー、シンガーソングライター、俳優。本名は、オーブリー・ドレイク・グレアム (Aubrey Drake Graham) 。

## 概要
HipHop、R&B、ポップスなど多様な要素を取り入れた音楽スタイルで知られる。
Spotifyの総再生回数は世界1位。全米1位を記録したシングルの数はマイケル・ジャクソンと並んで男性ソロアーティスト史上1位。デビューアルバムから8作連続全米1位を記録し、2018年には米ビルボードで計29週1位を獲得し、年間1位獲得回数で歴代トップ。2021年、Billbordによる「2010年代を代表するアーティスト」を受賞し、2022年12月にはシングルカタログで通算1億8,400万枚相当の売上を達成したと報じられ、アメリカレコード協会史上最もシングルが売れたアーティストになるなど、名実ともに世界の音楽シーンを代表するアーティストの1人。
俳優としてのキャリアではカナダの学園テレビドラマ『Degrassi: The Next Generation』に第1シーズンから第7シーズンまでレギュラー出演したことで知名度を獲得した。

## 略歴
2006年2月、自身初のミックステープ『ルーム・フォー・インプルーブメント』を自主製作で発表し、6000枚以上の売り上げを記録。2007年には2枚目となるミックステープ『カムバック・シーズン』をリリース。
2009年に3枚目のミックステープ『So Far Gone(ソー・ファー・ゴーン)』を自身のブログ上で無料のダウンロード形式でリリース。発表から2時間で2000ダウンロード以上を記録した。同年『ソー・ファー・ゴーン（ミックステープ）』収録の5曲に加え、新曲を2トラック追加収録した『ソー・ファー・ゴーン』をリリース。このEPは、初週に73000枚を売り上げ、全米ビルボード200にて初登場7位を記録した。その後もセールスは伸び続け、結果的に全米で50万枚以上を売り上げ、ゴールド・ディスクに認定されている。
2010年に公式デビューアルバム『Thank Me Later（サンク・ミー・レイター）』をリリース。当時『ソー・ファー・ゴーン』が話題沸騰中だったこともあり、初週に45万枚という、新人としては驚異的な枚数を売り上げ、全米ビルボード200にて初登場1位を記録した。トータルセールスは140万枚以上。
2011年、2作目となるアルバム『Take Care（テイク・ケア）』をリリース。発売週に63万1000枚を売り上げたうえ、累計では200万枚を超えるセールスを記録。また、音楽メディアからの評価も高く、ピッチフォーク・メディアがこの年の年間ベスト・アルバム第8位に、ステレオガムが2位に、FACTが7位に選出している。

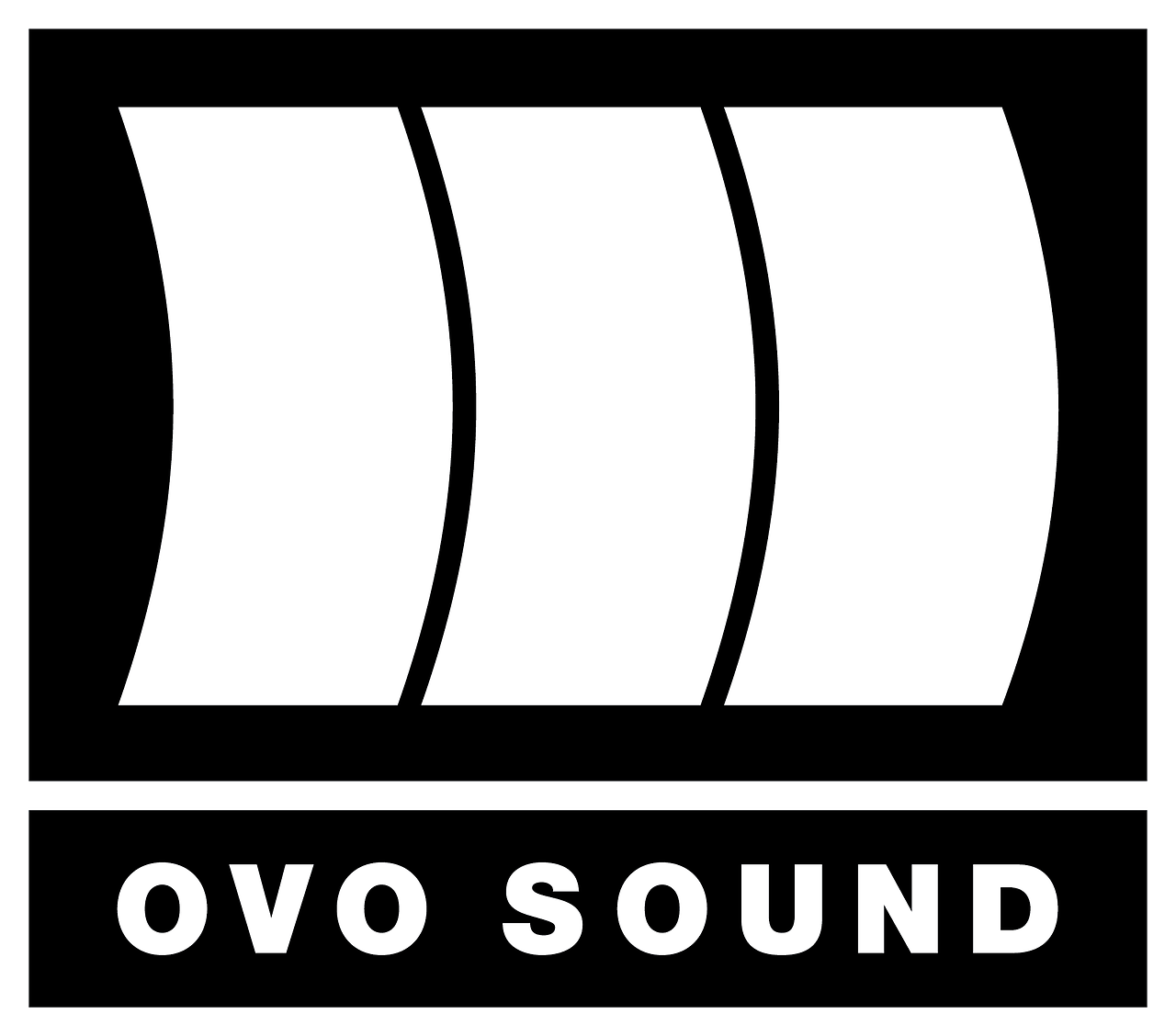
自身のレーベル OVO Soundのロゴ

2012年自身のレーベル"OVO Sound"を設立。カナダ人のラッパーであるパーティ・ネクスト・ドアが初めての契約者となった。
2013年には3作目となる『Nothing Was the Same（ナッシング・ワズ・ザ・セイム）』をリリース。発売週の売り上げは、前作を上回る68万5000枚となった。2015年2月、4枚目となるミックステープ 『イフ・ユーア・リーディング・ディス・イッツ・トゥー・レイト』を予告なしにiTunes Storeを通してリリースし、全米1位を記録。同年9月にはミックステープ『What a Time to Be Alive』をフューチャーとの連名でリリース。こちらも大きなヒット作となった。
2016年4月「Views From the 6」というタイトルでアナウンスされていた4枚目のアルバムを『Views（ビューズ）』というタイトルでリリース、全米6週1位を記録する大ヒット作となる。今作のアートワークは地元トロントのCNタワーにドレイクが座っているというものであり、これを模したコラージュ画像や、収録曲「ホットライン・ブリング」の独特なダンスが面白いと話題になり、ネット上でインターネット・ミームとなった。また、収録曲の中でもダンスホールを取り入れた楽曲「ワン・ダンス」は世界15カ国のチャートで1位になるなどメガヒットを記録し、2016年に世界で最も売れた曲となった。同曲はイギリスで15週連続1位となり、同チャートで史上2番目に長く1位を記録した楽曲となった。アメリカではリードアーティストとしては初の1位獲得となった。
2017年3月、プレイリストと名付けられたミックステープ『More Life（モア・ライフ）』をリリースし、自身7枚目の全米1位を獲得。全米年間チャート5位を記録するヒット作となった。
2018年1月、EP「スケアリー・アワー」をリリース。収録曲「ゴッズ・プラン」はアメリカで11週連続1位の大ヒットを記録した。同年4月には次のアルバムに収録予定のシングル「ナイス・フォー・ワット」をリリース。それまでチャート1位だった自身の「ゴッズ・プラン」と入れ代わり初登場1位を記録し、全米8週1位を記録した。同年6月には5枚目のスタジオアルバムとなる『Scorpion（スコーピオン）』をリリース。収録曲「イン・マイ・フィーリング」はインターネット上でダンスチャレンジが流行るなど人気が高まり、アメリカで10週連続1位を記録した。
アルバムにはマイケル・ジャクソンの遺したアウトテイクを利用した曲「ドント・マター・トゥ・ミー」が収録されたが、楽曲の共作者であるポール・アンカが「ドレイクは約束を守らなかった、彼は年長者を敬うべきだ。」とETカナダの取材に対し怒りの発言をしたことで、それを受けたドレイクはアルバムのツアーから曲をカットした。
ドレイクは2018年に米ビルボードで計29週1位を獲得し、年間1位獲得回数で歴代トップのアーティストとなった。また、ビルボードの"イヤー・エンド・チャート"でもラッパーとして13年ぶりの首位を獲得し、Apple MusicとSpotifyでも年間1位のアーティストとなった。
2019年2月に同年時点でのシングル・アルバムの総売上が1億7000万枚以上であると報じられた。
2020年4月3日、シングル「トゥージー・スライド」をリリース。Billboard Hot 100で7度目となる1位を獲得し、3度目となる初週1位を飾った。シングルの3度の初週1位は、マライア・キャリーの持つ記録と並び歴代1位であり、男性歌手としては歴代最多となった。
2021年9月3日、6枚目のスタジオアルバムとなる『Certified Lover Boy（サーティファイド・ラヴァー・ボーイ）』をリリース。
2022年6月17日、7枚目のスタジオアルバムとなる『Honestly, Nevermind（オネストリー・ネヴァーマインド）』をリリース。同年11月4日には21Savageとのコラボアルバム『Her Loss（ハー・ロス）』をリリース。12月にはシングルカタログで通算で1億8,400万枚相当の売上を達成したと報じられ、アメリカレコード協会（RIAA）史上最もシングルが売れたアーティストになった。
2023年、シングル「スライム・ユー・アウト」のジャケット写真に女優のハル・ベリーの写真を無許可で使い、ハルから抗議を受けた。ハルは写真の使用許可を貰うことは「倫理と誠実さの問題」だとしている。
2023年10月6日、8枚目のスタジオアルバムとなる『For All The Dogs（フォー・オール・ザ・ドッグス）』をリリース。
2025年1月、ケンドリック・ラマーによる自身へのディストラックを巡って、名誉を傷つけられたとして自身も所属する発売元のユニバーサルミュージックを訴え、4月には更に訴訟内容の範囲を広げた。
2025年2月14日、パーティー・ネクスト・ドアとのコラボアルバム『$ome $exy $ongs 4 U（サム・セクシー・ソングス・フォー・ユー）』をリリース。

## 人物

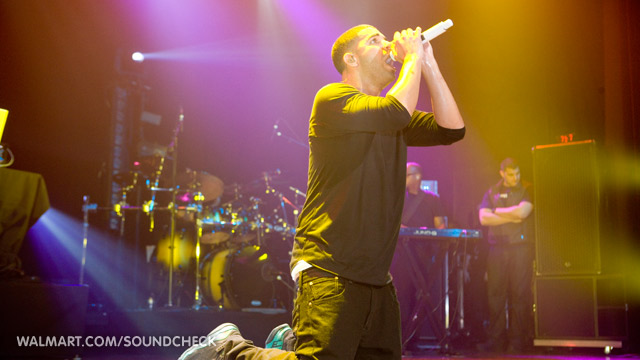
2010年

父親がアフリカ系アメリカ人で母親がユダヤ系のカナダ人。父親はミュージシャンで母親は教師であったが、5歳のときに離婚。トロントで育ち、ユダヤ系の学校に通った。叔父にベーシストのラリー・グラハムがいる。
2018年、ドレイクはその影響力によって故郷トロントの年間観光収入88億カナダドルの5％（4億4000万カナダドル）を生み出していると報じられた。

### 資産
推定資産は2億5000万ドルでラッパーの中では世界5位。
ドレイクは現在、故郷のカナダ・トロントの高級住宅街に「The Embassy」と呼ばれる邸宅を約1億ドルで建設し、暮らしている。外装は彼のプライバシーと安全性を守るために高層のフェンスで囲われ、常に40名の警備スタッフが常駐している。中にはNBA公式の規定を満たしたバスケットボールコートや、レコーディングを行うためのスタジオ、オリンピックサイズのプール、ジム、映画館に加えて彼が今まで受賞したトロフィーを展示する部屋まである。
特注のボーイング767をベースにしたプライベートジェットを所有している。
車好きとしても知られており、ブガッティ・ヴェイロンの特別仕様車サン・ノアーやデヴェル16、メルセデス・マイバッハなどを所有している。

### 交友関係
かつて歌手のリアーナと交際していた時期があったが、ほどなくして破局している。女性誌『ELLE』によると、まだラッパーとしてデビューしたての頃に呼ばれた誕生会にて初めてリアーナと出会い、彼女が彼自身に親しくしてくれた初めての有名人だった。そして次第に交際へと発展。その後はドレイクの浮気などによる破局、そして復縁が噂され、2016年に再び復縁。同年に開催されたMTV Video Music Awardsでは、ドレイクがスピーチの際に「僕は22歳の頃から彼女に恋してる」とリアーナに告白した。しかしその後短期間で再び破局。破局後に出演したトーク番組では、「人生はいろいろなことを教えてくれるし、それでおとぎ話を信じるのはやめたよ。例えば、"ドレイクとリアーナが家族になったよ、それって完璧"、みたいな週刊誌が喜びそうなおとぎ話をね。ちなみに一度はそうなりたかったけど」と心境を語った。2023年に発表した曲「フィアー・オブ・ハイツ」ではリアーナの事を取り上げ、「なぜ彼らは俺がまだ君に気があるように思うんだい？」と歌い、リアーナとのセックスを「平均的」だったと言い放った。

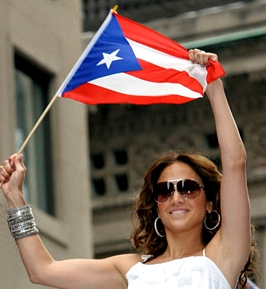
ジェニファー・ロペス

2016年12月に歌手のジェニファー・ロペスと交際を開始したが2017年2月に破局しており「ディプロマティック・イミュニティ」の歌詞のなかで破局について歌っている。
2020年10月には楽曲『Mr. Right Now』にてR&BシンガーのSZAと2008年ごろに交際していたことを公表した。SZAはツイッターを通じて、「まあ、実際には2009年のことなんだけどね（笑）」と2人が過去に交際していた期間があったことを認め、現在もドレイクは友好的な間柄であることを示唆した。
テニス選手のセリーナ・ウィリアムズとも交際していた。
レーベルメイトのニッキー・ミナージュとは非常に仲がよく、彼女について「自分の一番の理解者」「彼女となら結婚しても良い」と語るほど信頼を置いている。

### 問題・論争
時にはスペイン語でラップをするなど、多様な文化を取り入れたスタイルで人気を誇る一方、「カルチャーヴァルチャー」と揶揄する声も少なくない。
2021年、メインで出演したアストロワールド・フェスティバルで9名もの人が圧死によって亡くなる事故が起こった翌日、ストリップクラブで豪遊している姿が報道された。事故を巡って、負傷者の中にはドレイクが騒ぎを煽り、事故の原因を一因だとして提訴するものもいた。
NBAチーム、トロント・ラプターズの熱狂的なファンでもあり、チームのグローバル・アンバサダーとしても活動している。観戦も数多くしているものの観戦中の振る舞いや態度が問題視され、チームがNBAファイナルに進出した際には観戦マナーがなっていないことから混乱が起きかねないとして観戦の自粛を要請された。一例としてミルウォーキー・バックスのヤニス・アデトクンボがフリースローを外した場合は笑いながら挑発するなどしている。

### 隠し子騒動
2017年10月、フランス人の元ポルノ女優ソフィー・ブルッソーとの間に第一子の長男アドニスが誕生。ドレイクは当初アドニスの存在を公にはしなかったが、プシャ・Tがカニエ・ウェストからの情報をもとに楽曲『The Story of Adidon』にて暴露。ドレイクの意図しない形で世間に知られることとなった。この騒動により現在もプシャ・Tとの間に確執がある（カニエとは2021年に和解）。ブルッソーとは恋人関係にあったわけではなく、子育てはそれぞれの生活拠点で共同で行っている。

## ディスコグラフィ

### アルバム
| 年   | タイトル                                              | アルバム詳細 | チャート最高位 | チャート最高位 | チャート最高位 | チャート最高位 | チャート最高位 | チャート最高位 | チャート最高位 | チャート最高位 | 認定                                                                                                  |
| 年   | タイトル                                              | アルバム詳細 | CAN            | AUS            | FRA            | IRL            | NZ             | SWI            | UK             | US             | 認定                                                                                                  |
| ---- | ----------------------------------------------------- | --- | -------------- | -------------- | -------------- | -------------- | -------------- | -------------- | -------------- | -------------- | --- |
| 2010 | Thank Me Later                                        | - 発売日: 2010年6月15日 - レーベル: Aspire, Young Money, Cash Money, Universal Motown - フォーマット: CD, LP, digital download - 全米売上: 183万枚  | 1              | 81             | 117            | 32             | 35             | 69             | 15             | 1              | - CAN: 2× プラチナ - UK: ゴールド - US: プラチナ                                                      |
| 2011 | Take Care                                             | - 発売日: 2011年11月15日 - レーベル: Aspire, Young Money, Cash Money, Universal Republic - フォーマット: CD, digital download - 全米売上: 233.8万枚 | 1              | 15             | 32             | 30             | 19             | 45             | 5              | 1              | - CAN: 4× プラチナ - UK: 2× プラチナ - US: 6× プラチナ                                                |
| 2013 | Nothing Was the Same                                  | - 発売日: 2013年9月24日 - レーベル: OVO Sound, Aspire, Young Money, Cash Money, Republic - フォーマット: CD, digital download - 全米売上: 178.3万枚 | 1              | 2              | 11             | 4              | 4              | 11             | 2              | 1              | - CAN: 3× プラチナ - AUS: ゴールド - UK: プラチナ - US: 4× プラチナ                                   |
| 2016 | Views                                                 | - 発売日: 2016年4月29日 - レーベル: Young Money, Cash Money, Republic - フォーマット: CD, digital download - 全米売上: 144.1万枚                    | 1              | 1              | 4              | 2              | 1              | 4              | 1              | 1              | - CAN: 6× プラチナ - AUS: ゴールド - FRA: プラチナ - UK: 2× プラチナ - US: 6× プラチナ                |
| 2018 | Scorpion                                              | - 発売日: 2018年6月29日 - レーベル: Young Money, Cash Money, Republic - フォーマット: CD, LP, digital download - 全米売上: 23.3万枚                 | 1              | 1              | 3              | 1              | 1              | 1              | 1              | 1              | - CAN: 2× プラチナ - AUS: 2× プラチナ - FRA: プラチナ - NZ: プラチナ - UK: プラチナ - US: 5× プラチナ |
| 2021 | Certified Lover Boy                                   | - 発売日: 2021年9月3日 - レーベル: OVO, Republic - フォーマット: CD, LP, digital download                                                           | 1              | 1              | 3              | 1              | 1              | 2              | 1              | 1              | - UK: ゴールド - NZ: ゴールド                                                                         |
| 2022 | Honestly, Nevermind                                   | - 発売日: 2022年6月17日 - レーベル: OVO, Republic - フォーマット: digital download, streaming                                                       | 1              | 2              | 6              | 2              | 2              | 1              | 2              | 1              | - UK: シルバー                                                                                        |
| 2023 | For All the Dogs                                      | |                |                |                |                |                |                |                |                | |
| 2025 | Some Sexy Songs 4 U (with パーティー・ネクスト・ドア) | |                |                |                |                |                |                |                |                | |

### ミックステープ
| 2006                                      | Room for Improvement                  | - 発売日: 2006年2月14日 - レーベル: All Things Fresh - フォーマット: CD                                                        | — | — | —  | —  | — | — | — | — |                                                    |
| 2007                                      | Comeback Season                       | - 発売日: 2007年9月1日 - レーベル: October's Very Own - フォーマット: CD, digital download                                     | — | — | —  | —  | — | — | — | — |                                                    |
| 2009                                      | So Far Gone                           | - 発売日: 2009年2月13日 - レーベル: October's Very Own - フォーマット: CD, digital download                                    | — | — | —  | —  | — | — | — | — |                                                    |
| 2015                                      | If You're Reading This It's Too Late  | - 発売日: 2015年2月13日 - レーベル: Cash Money, OVO Sound, Republic - フォーマット: CD, digital download - 全米売上: 123.3万枚 | 1 | 2 | 55 | 13 | 3 | 7 | 3 | 1 | - MC: 2× プラチナ - UK: ゴールド - US: 2× プラチナ |
| 2015                                      | What a Time to Be Alive (with Future) | - 発売日: 2015年9月20日 - レーベル: Cash Money, Epic, A1 - フォーマット: CD, digital download - 全米売上: 56.4万枚             | 1 | 4 | 34 | 30 | 8 | — | 6 | 1 | - CAN: プラチナ - UK: シルバー - US: プラチナ      |
| 2017                                      | More Life                             | - 発売日: 2017年3月18日 - レーベル: Young Money, Cash Money, Republic - フォーマット: digital download - 全米売上: 34.3万枚    | 1 | 2 | 5  | 2  | 3 | 4 | 2 | 1 | - CAN: 2× プラチナ - NZ: ゴールド - UK: プラチナ   |
| 2020                                      | Dark Lane Demo Tapes                  | - 発売日: 2020年5月1日 - レーベル: OVO, Republic - フォーマット: digital download, streaming                                   | 1 | 1 | 2  | 1  | 1 | 2 | 1 | 2 | - UK: ゴールド                                     |
| "—"は未発売またはチャート圏外を意味する。 |                                       | |   |   |    |    |   |   |   |   |                                                    |

### シングル
| 2007年                                    | "Replacement Girl" (featuring Trey Songz)            | -  | -   | 21 | -  | Comeback Season                      |
| 2009年                                    | "Best I Ever Had"                                    | 24 | 2   | 1  | 1  | So Far Gone                          |
| 2009年                                    | "Successful" (featuring Trey Songz & Lil Wayne)      | -  | 17  | 3  | 2  | So Far Gone                          |
| 2009年                                    | "Forever" (featuring Kanye West, Lil Wayne & Eminem) | 26 | 8   | 2  | 1  | More Than a Game                     |
| 2009年                                    | "I'm Goin' In" (featuring Lil Wayne and Young Jeezy) | -  | 40  | 28 | 11 | So Far Gone                          |
| 2010年                                    | ”Over”                                               | 17 | 14  | 2  | 1  | Thank Me Later                       |
| 2010年                                    | "Find Your Love”                                     | 10 | 5   | 3  | −  | Thank Me Later                       |
| 2010年                                    | ”Miss Me” (featuring Lil Wayne)                      | 73 | 15  | 3  | 2  | Thank Me Later                       |
| 2010年                                    | ”Fancy” (featuring T.I. & Swizz Beatz)               | 54 | 25  | 4  | 1  | Thank Me Later                       |
| 2011年                                    | ”Marvins Room”                                       | -  | 21  | 7  | -  | Take Care                            |
| 2011年                                    | ”Headlines”                                          | 18 | 13  | 12 | 1  | Take Care                            |
| 2011年                                    | ”Make Me Proud” (featuring Nicki Minaj)              | 25 | 9   | 1  | 1  | Take Care                            |
| 2011年                                    | ”The Motto” (featuring Lil Wayne)                    | 38 | 14  | 1  | 1  | Take Care                            |
| 2011年                                    | ”Take Care” (featuring Rihanna)                      | 15 | 7   | 26 | 2  | Take Care                            |
| 2011年                                    | ”HYFR (Hell Ya Fucking Right)” (featuring Lil Wayne) | -  | 62  | 20 | 17 | Take Care                            |
| 2011年                                    | ”Crew Love” (featuring The Weeknd)                   | 80 | 80  | 9  | 14 | Take Care                            |
| 2011年                                    | ”Lord Knows” (featuring Rick Ross)                   | -  | 117 | -  | -  | Take Care                            |
| 2013年                                    | ”Started from the Bottom”                            | 36 | 6   | 2  | 2  | Nothing Was the Same                 |
| 2013年                                    | ”Hold On, We’re Going Home” (featuring Majid Jordan) | 5  | 4   | 1  | -  | Nothing Was the Same                 |
| 2013年                                    | ”All Me” (featuring Big Sean & 2 Chainz)             | 72 | 20  | 6  | 4  | Nothing Was the Same                 |
| 2013年                                    | ”Pound Cake” (featuring Jay-Z)                       | 88 | 65  | 24 | 17 | Nothing Was the Same                 |
| 2013年                                    | ”The Language”                                       | -  | 51  | 13 | 9  | Nothing Was the Same                 |
| 2013年                                    | ”Too Much” (featuring Sampha)                        | 90 | 64  | 23 | 16 | Nothing Was the Same                 |
| 2014年                                    | ”Worst Behavior”                                     | -  | 89  | 29 | 10 | Nothing Was the Same                 |
| 2014年                                    | ”0 to 100 / The Catch Up”                            | 59 | 35  | 8  | 7  | 未収録                               |
| 2015年                                    | ”Preach”(featuring PartyNextDoor)                    | 90 | 64  | 23 | 16 | If You're Reading This It's Too Late |
| 2015年                                    | ”Energy”                                             | 66 | 82  | 27 | -  | If You're Reading This It's Too Late |
| 2015年                                    | ”Back to Back”                                       | 27 | 21  | 8  | 6  | 未収録                               |
| 2015年                                    | ”Charged Up”                                         | 75 | 78  | 21 | 18 | 未収録                               |
| 2015年                                    | ”Hotline Bling”                                      | 3  | 2   | 1  | 1  | Views                                |
| 2015年                                    | ”Right Hand”                                         | 72 | 58  | 19 | 15 | 未収録                               |
| 2015年                                    | ”Jumpman”(with Future)                               | 75 | 78  | 21 | 18 | What a Time to Be Alive              |
| 2016年                                    | ”Summer Sixteen”                                     | 12 | 6   | 1  | 1  | 未収録                               |
| 2016年                                    | ”One Dance”(featuring Wizkid and Kyla)               | 1  | 1   | 1  | -  | Viewes                               |
| 2016年                                    | ”Pop Style”(featuring The Throne)                    | 19 | 16  | 4  | 3  | Viewes                               |
| 2016年                                    | ”Controlla”                                          | 27 | 16  | 5  | -  | Viewes                               |
| 2016年                                    | ”Too Good”(featuring Rihanna)                        | 9  | 14  | 3  | 1  | Viewes                               |
| 2016年                                    | ”Fake Love”                                          | 10 | 8   | 4  | 3  | More Life                            |
| 2016年                                    | ”Sneakin”(featuring 21 Savage)                       | 20 | 28  | 8  | 7  | 未収録                               |
| 2016年                                    | ”Two Birds, One Stone”                               | 75 | 78  | 21 | 18 | 未収録                               |
| 2017年                                    | ”No Frauds”(with Nicki Minaj and Lil Wayne)          | 25 | 14  | 8  | 5  | 未収録                               |
| 2017年                                    | ”Passionfruit”                                       | 2  | 8   | 5  | -  | More Life                            |
| 2017年                                    | ”Free Smoke”                                         | 12 | 18  | 21 | 18 | More Life                            |
| 2017年                                    | ”Portland”(featuring Quavo and Travis Scott)         | 6  | 9   | 6  | 3  | More Life                            |
| 2017年                                    | ”Glow”(featuring Kanye West)                         | 37 | 36  | 14 | -  | More Life                            |
| 2017年                                    | ”Sings”                                              | 12 | 9   | 6  | 3  | 未収録                               |
| 2017年                                    | ”Bring It Back”(With Trouble and Mike Will Made It)  | -  | -   | -  | -  | Edgewood                             |
| 2018年                                    | ”God's Plan”                                         | 1  | 1   | 1  | 1  | Scary Hours and Scorpion             |
| 2018年                                    | ”Diplomatic Immunity”                                | 6  | 7   | 4  | 3  | Scary Hours                          |
| 2018年                                    | ”Nice for What”                                      | 1  | 1   | 1  | 1  | Scorpion                             |
| 2018年                                    | ”Yes Indeed”(with Lil Baby)                          | 7  | 6   | 5  | 5  | Harder Than Ever                     |
| 2018年                                    | ”I'm Upset”                                          | 5  | 7   | 6  | 6  | Scorpion                             |
| 2018年                                    | ”Don't Matter to Me”(with Michael Jackson)           | 4  | 9   | 8  | -  | Scorpion                             |
| 2018年                                    | ”In My Feelings”(with Michael Jackson)               | 6  | 9   | 6  | 3  | Scorpion                             |
| 2018年                                    | ”Nonstop"                                            | 1  | 2   | 2  | 2  | Scorpion                             |
| 2019年                                    | ”Mob Ties”                                           | 11 | 13  | 12 | 10 | Scorpion                             |
| 2019年                                    | ”Girls Need Love (Remix)”(with Summer Walker)        | 45 | 37  | 16 | 3  | Last Day of Summer                   |
| 2019年                                    | ”Money in the Grave”(featuring Rick Ross)            | 5  | 7   | 3  | 2  | The Best in the World Pack           |
| 2019年                                    | ”Omertà”                                             | 8  | 35  | 14 | 12 | The Best in the World Pack           |
| 2019年                                    | ”War”                                                | -  | -   | -  | -  | 未定                                 |
| "-"は未発売またはチャート圏外を意味する。 |                                                      |    |     |    |    |                                      |

### EP
- So Far Gone - 2009年9月19日発売の1stミニアルバム。全米で50万枚以上の売り上げを記録した。
- Scary Hours - 2018年1月19日発売。
- The Best in the World Pack - 2019年6月15日発売。